# L'Alcora
L'Alcora è un comune spagnolo di 9 508 abitanti situato nella comunità autonoma Valenciana.